# Hemliga Svensson
Hemliga Svensson è un film del 1933, diretto da Schamyl Baumann, con Edvard Persson. 

## Trama
Sabato sera nella piccola cittadina svedese di Västköping. Al solito, August Olsson sta per passare la notte in gattabuia, per ubriachezza molesta, e, al solito, è Juliuz Göransson, l'unico poliziotto del paese, a doverlo arrestare, nonostante fosse la sua serata libera, che egli stava trascorrendo ad una festa danzante con l'impiegata comunale Eva Blomgren, sua nuova fiamma dopo che Juliuz aveva troncato con Stina.
Mentre la madre di Stina, la signora Jansson, in qualità di inserviente presso il locale posto di polizia, in attesa della consueta "visita" di Olssen aveva addobbato la sua cella con dei fiori (che peraltro Olsson aveva gettato a terra con stizza appena entratovi), Juliuz Göransson si stava lamentando col capo, il commissario Nord: tutti i suoi sabati sera – diceva Göransson – erano rovinati da Olsson; sarebbe stato utile, perciò, reclutare un nuovo poliziotto che potesse di tanto in tanto alleggerirgli il compito.
In effetti negli archivi della polizia esisteva una (sola) domanda di impiego: di Fridolf Johansson, che viene subito contattato telefonicamente. Fridolf è un giovane di campagna, appassionato di Sherlock Holmes, ed il suo desiderio precipuo è appunto quello di fare l'investigatore. Egli accetta quindi con piacere l'offerta di lavoro. Prima di presentarsi al posto di polizia Fridolf fa pratica prima dirigendo il traffico locale del suo paesino, poi, durante il tragitto in autobus che lo porta a Västköping, affrontando, come fosse già entrato nei ranghi, un automobilista, tale Carl Hugo Svensson, che aveva fatto una manovra scorretta. Da allora Fridolf, appassionato com'era di misteri polizieschi, decide di cambiare il proprio nome in Svensson.
Giunto a Västköping, il sabato successivo, Svensson (Fridolf), prima ancora di entrare in servizio fa la conoscenza di (e fa colpo su) Eva Blomgren, poi viene adibito a custodire Olssen, che, come d'abitudine, è stato portato in cella per la notte. Svensson è gentile e di buon cuore, riesce a parlare con Olssen, e viene a sapere che il recluso e la signora Jansson si conoscevano da gran tempo. Più avanti è la signora Jansson stessa a parlare con Olssen, e si viene a sapere che i due erano promessi sposi, tempo addietro, prima che improvvisamente si rompessero i contatti, al punto che la signora aveva finito per sposare un altro, il che era il motivo dell'astio di Olssen. Ma i due si riappacificano. Olssen, scarcerato la mattina dopo, inizia una vita da astemio e collabora addirittura con Svensson.
Un famigerato scassinatore, ricercato, fugge da Stoccolma, e, camuffato, si dirige proprio a Västköping: qui, si fa passare per un certo dottor Levenius, dicendosi incaricato di compiere una ricerca per conto dello Stato. È lo stesso Göransson a fargli da cicerone nell'antico palazzo comunale, e a rivelargli anche troppo dei segreti dell'edificio, compresa l'ubicazione della cassaforte. Levenius infatti ha progettato una rapina: quel giorno era l'ultimo utile per il versamento dell'imposta comunale, e le casse erano piene del denaro dei tributi versato dai cittadini. Eva, dal suo posto di lavoro in municipio, sospetta subito di Levenius, ma non riesce a comunicare con Göransson o Svensson, che ora erano rivali in amore a causa sua e quindi adirati con lei: decide dunque di appostarsi nottetempo lei stessa per cogliere il rapinatore sul fatto. Ma viene facilmente sopraffatta da Levenius, ed infine anche Göransson cade nella trappola, ed i due finiscono storditi e legati all'interno del municipio.
Ma Svensson, con l'aiuto di un simpatico cane sguinzagliato sulle tracce del rapinatore, riesce a liberare i prigionieri e a catturare Levenius. Mentre Svensson ed Eva consolidano il proprio rapporto, Göransson riceve le prime cure da Stina, con la quale riallaccia la relazione, ed è allora che Stina stessa fa la conoscenza di suo padre, apprendendo di essere la figlia di Olssen, concepita quando l'uomo e la signora Jansson si frequentavano. Per quanto stranito, Göransson stringe la mano al suo futuro suocero, l'ex-ubriacone Olssen.